# Azerbaïdjan au Concours Eurovision de la chanson 2014
L'Azerbaïdjan a participé au Concours Eurovision de la chanson 2014 à Copenhague, au Danemark.
Dilara Kazimova, représentant l'Azerbaïdjan au Concours Eurovision de la chanson est annoncée le 2 mars 2014, à la suite d'une finale nationale.
Sa chanson Start a fire est présentée le 16 mars 2014.

## Processus de sélection
L'Azerbaïdjan a annoncé sa participation au concours le 22 novembre 2013.
Pour sélectionner la chanson qui représentera l'Azerbaïdjan au Concours Eurovision de la chanson, une nouvelle sélection télévisée est créée : Böyük Səhnə.

## Böyük Səhnə
Lors des éliminatoires, des candidats chantent une reprise, alors qu'en finale, ce sont les chansons pour l'Eurovision qui sont interprétées.

### Calendrier
| Date            | Manche                 |
| --------------- | ---------------------- |
| 9 février 2014  | Première éliminatoire  |
| 16 février 2014 | Deuxième éliminatoire  |
| 23 février 2014 | Troisième éliminatoire |
| 2 mars 2014     | Finale                 |

### Première éliminatoire
|    | Artiste             | Points | Résultat      |
| -- | ------------------- | ------ | ------------- |
| 1  | Lala Sultan         | 37     | Elimination   |
| 2  | Aydin Eyvazzade     | 46     | Qualification |
| 3  | Hülya Ibadova       | 45     | Qualification |
| 4  | Samira Efendiyeva   | 43     | Qualification |
| 5  | Elton Ibrahimov     | 49     | Qualification |
| 6  | Ayshebeyim Nagieva  | 37     | Elimination   |
| 7  | Band Wave           | 34     | Elimination   |
| 8  | Fuad Asadov         | 46     | Qualification |
| 9  | Khana Hasanova      | 44     | Qualification |
| 10 | Erkin Osmanli       | 49     | Qualification |
| 11 | Dilara Kazimova     | 50     | Qualification |
| 12 | Safa Eldar          | 36     | Elimination   |
| 13 | Valeria Huseynzadeh | 37     | Qualification |
| 14 | Azad Shabanov       | 48     | Qualification |

### Deuxième éliminatoire
|    | Artiste             | Points | Résultat      |
| -- | ------------------- | ------ | ------------- |
| 1  | Hulya Ibadova       | 43     | Elimination   |
| 2  | Erkin Osmanli       | 49     | Qualification |
| 3  | Valeria Huseynzadeh | 42     | Elimination   |
| 4  | Azad Shabanov       | 49     | Qualification |
| 5  | Samira Efendiyeva   | 48     | Qualification |
| 6  | Aydin Eyvazzade     | 39     | Elimination   |
| 7  | Khana Hasanova      | 46     | Qualification |
| 8  | Fuad Asadov         | 39     | Elimination   |
| 9  | Dilara Kazimova     | 48     | Qualification |
| 10 | Elton Ibrahimov     | 45     | Qualification |

### Troisième éliminatoire
|   | Artiste           | Points | Résultat      |
| - | ----------------- | ------ | ------------- |
| 1 | Khana Hasanova    | 47     | Qualification |
| 2 | Elton Ibrahimov   | 39     | Elimination   |
| 3 | Samira Efendiyeva | 44     | Elimination   |
| 4 | Azad Shabanov     | 45     | Elimination   |
| 5 | Dilara Kazimova   | 49     | Qualification |
| 6 | Erkin Osmanli     | 44     | Qualification |

## À l'Eurovision
L'Azerbaïdjan fut représenté par Dilara Kazimova et sa chanson Start a fire (présentée le 16 mars). Le pays participa et vota dans la première demi-finale du concours, le mardi 6 mai 2014 et réussit sa qualification pour la finale du samedi 10 mai 2014.
Lors de la finale, l'Azerbaïdjan termina à la 22e place avec 33 points.